# Ulrich Goll

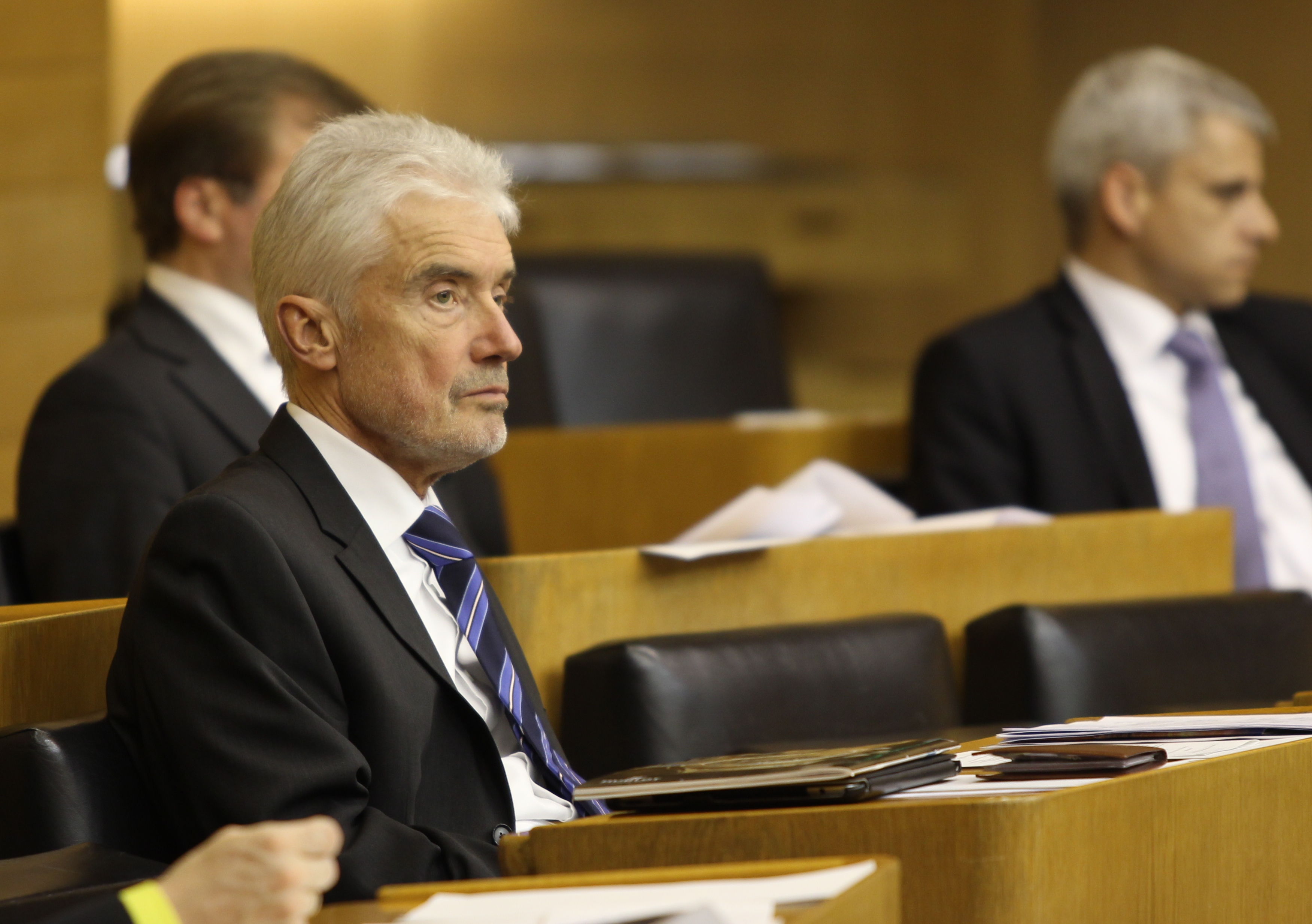
Ulrich Goll im Landtag von Baden-Württemberg (2013)

Ulrich Goll (* 2. Mai 1950 in Überlingen) ist ein deutscher Politiker der FDP. Er war von 1988 bis 1992 und von 2006 bis 2021 Mitglied des Landtags von Baden-Württemberg. Von 1996 bis 2002 und von 2004 bis 2011 war er Justizminister von Baden-Württemberg.

## Ausbildung und Beruf
Ulrich Goll wuchs in Bodman auf. Nach Gymnasium und Abitur in Freiburg studierte er Rechtswissenschaft an der Albert-Ludwigs-Universität Freiburg und an der Universität Konstanz. Anschließend wurde er in Konstanz über ein arbeitsrechtliches Thema promoviert. Während seines Studiums trat er dem Corps Hubertia Freiburg bei.
Von 1979 bis 1982 war Goll Dezernent beim Landratsamt des Bodenseekreises. Danach wurde er im Alter von 32 Jahren zum Professor an der Fachhochschule Weingarten ernannt, wo er von 1982 bis 1988 und von 1992 bis 1995 vor allem in der Ausbildung von Sozialarbeitern tätig war. Von 1995 bis 1996 arbeitete er beim damaligen Südwestfunk als Leiter der Abteilung für das Personal- und Sozialwesen in Baden-Baden.

## Politische Tätigkeit
Ulrich Goll trat der FDP Baden-Württemberg 1980 bei. Von 1984 bis 1995 war er Gemeinderat in Salem und von 1984 bis 1989 Mitglied der Verbandsversammlung des Regionalverbands Bodensee-Oberschwaben. 1988 wurde Goll über ein Zweitmandat im Wahlkreis Bodensee in den Landtag von Baden-Württemberg gewählt, wo er Stellvertreter des neuen Fraktionsvorsitzenden Walter Döring wurde. 1992 verpasste Goll den Wiedereinzug in den Landtag und kehrte zunächst in seine Tätigkeit als Professor an der Fachhochschule zurück, bevor er zum Südwestfunk als Personalleiter wechselte. Von 1994 bis 1995 war Mitglied des Kreistags des Bodenseekreises. 1996 wurde Goll nach der Bildung der CDU/FDP-Regierung Justizminister des Landes Baden-Württemberg und Ausländerbeauftragter der Landesregierung. Völlig überraschend legte Goll zum Jahresende 2002 sein Amt als Justizminister nieder und wechselte in ein Heidelberger Anwaltsbüro. Am 28. Juli 2004 wurde er erneut zum Justizminister in Baden-Württemberg berufen, nachdem seine Vorgängerin Corinna Werwigk-Hertneck wegen der Döring-Affäre zurückgetreten war. Nach der Landtagswahl 2006 zog Goll über ein Zweitmandat im Wahlkreis Waiblingen erneut als Abgeordneter in den Landtag ein. Ab dem 14. Juni 2006 war Goll neben seinem Amt als Justizminister zugleich Stellvertretender Ministerpräsident von Baden-Württemberg. Diese Funktion übernahm er von seinem Ministerkollegen Ernst Pfister. Bei der Landtagswahl 2011 zog er nach deutlichen Verlusten seiner Partei als einer von sieben FDP-Abgeordneten wiederum in den Landtag ein, verlor aber sein Amt als Justizminister und als stellvertretender Ministerpräsident. Bei der Landtagswahl 2016 konnte er erneut über ein Zweitmandat in den Landtag einziehen.
Goll behauptete in der Filmdokumentation von Katja & Clemens Riha:  Kampf um die Wahrheit. Der NSU und zu viele Fragen, 3sat 2015, dass keiner der RAF-Morde aufgeklärt worden sei.
Goll kandidierte bei der Landtagswahl 2021 nicht erneut und schied somit aus dem Landtag aus.

## Sonstige Mitgliedschaften, Ämter und Ehrungen
Von 1990 bis 2016 war Ulrich Goll Vorsitzender der Reinhold-Maier-Stiftung. Seit 2003 ist er Vorsitzender des Vereins Projekt Chance e. V., der im Bereich der Jugend- und Straffälligenhilfe sowie der Kriminalprävention tätig ist. Goll gehört dem Aufsichtsrat der Landesmesse Stuttgart an. Von 2002 bis 2003 war er Mitglied des Kuratoriums der Friedrich-Naumann-Stiftung. Er war Mitglied des VfB-Stuttgart-Fanclubs im Landtag. 2021 wurde ihm die Reinhold-Maier-Medaille verliehen. 2023 wurde er mit dem Verdienstorden des Landes Baden-Württembergs ausgezeichnet.

## Familie und Privates
Ulrich Goll ist katholisch. Er ist in zweiter Ehe verheiratet und hat fünf Kinder. Seine Frau Julia Goll errang bei der Landtagswahl 2021 in der Nachfolge Golls für die FDP im Wahlkreis Waiblingen ein Zweitmandat.